# Stuttgart
Stuttgart ([štutgart], česky též Štíhrad) je hlavní město spolkové země Bádensko-Württembersko na jihozápadě Německa. Leží v kopcovité krajině na řece Neckar, přítoku Rýna. Žije zde přibližně 633 tisíc obyvatel, a je tak šestým největším městem v Německu. Celková metropolitní oblast (zahrnující i poměrně vzdálená města jako Reutlingen nebo Heilbronn) čítá 5,3 mil. obyvatel, což ji řadí na čtvrté místo v zemi.
Město, kde sídlí firmy Porsche, Mercedes-Benz či Robert Bosch GmbH, se stalo jedním z nejvýznamnějších průmyslových center Německa. Stuttgart je znám svým kosmopolitním charakterem, přes 40 % místních rezidentů nemá německý původ  a přes 20 % ani německý pas.

## Etymologie
Název je odvozen od německého slova Stutengarten, což znamená česky hřebčinec. Původ názvu se musí hledat u vévody Liudolfa Švábského, který založil v 10. století na místě dnešního města osadu, jež měla chovat koně pro jeho armádu. Kůň se tak dostal i do znaku města. Můžeme se taktéž setkat s přezdívkou Schwabenmetropole (česky Švábská metropole), která odkazuje na umístění Stuttgartu ve středu historického území zvaného Švábsko a na místní dialekt, který se udržel mezi místními obyvateli.
V českém jazyce se dříve používaly různé varianty názvů jako Štukart, Štokart, Štíhrad či Stavihrad. Dnes narazíme ve většině případů na německy psanou formu názvu tj. Stuttgart nebo její fonetický přepis Štutgart, výjimečně se používá ještě Štíhrad.

## Historie

### Starověk
Prvními obyvateli byli římští vojáci, kteří vybudovali na území dnešní městské čtvrti Bad Cannstatt obranná castra a to okolo roku 90 n. l. Ve 3. století vytlačil Římany germánský kmen Alamanů a území zůstalo neosídlené do 9. století. V roce 950 n. l. vévoda Liudolf Švábský, syn císaře Svaté říše římské Oty I., se rozhodl na opuštěném území založit hřebčinec. Osada měla chovat koně pro jeho armádu, která bojovala proti maďarské invazi z východu. Osada je zmíněná v kronikách v letech 1108 a 1160, ale stále jen jako pár stavení. Rozvoj nastal až po předání oblasti do rukou rodu Württemberků v roce 1251. Město se začalo rozrůstat a následně do něj hrabě Eberhard I. přenesl v roce 1320 sídlo rodu, vybudoval hradby a přiřkl Stuttgartu městská práva.

### Novověk
V roce 1495 získali Württemberkové titul vévody a Stuttgart se stal sídelním městem Württemberského vévodství. V polovině 16. století bylo město výrazně přestavěno. Vzniklo například nové hlavní náměstí (dnešní Schillerplatz) a starý hrad byl přestavěn na renezanční palác. Třicetiletá válka zasáhla oblast v plné síle. Habsburkové opakovaně dobyli město, a to v roce 1634 a 1636. Následujícího roku (1637) udeřila morová nákaza, která zdecimovala místní obyvatelstvo (populace vévodství klesla z 350 000 v roce 1618 na 120 000 v roce 1648). Obnova města trvala desítky let.
V roce 1688 se před branami města objevila francouzská armáda (více Devítiletá válka), ale město bylo díky diplomacii ušetřeno. Na začátku 18. století přenesl vévoda Eberhart Ludvík Württemberský sídlo rodu ze Stuttgartu do nedalekého Ludwigsburgu. Mezi lety 1718 - 1723 tam nechal vybudovat největší barokní palác v celém Německu, kterému se začalo říkat Švábské Versailles. V roce 1737 se dostává k moci vévoda Karel Evžen Württemberský a tím začíná zlatý věk města. Karel Evžen vrátil sídlo rodu zpátky do Stuttgartu a dal vybudovat mnoho zámků v samotném Stuttgartu i jeho okolí: nový sídelní zámek (Neues Schloss) v 1746, zámeček Solitude v 1763, zámek Hohenheim v 1785 a vojenskou akademii Karlsschule v 1770. Doba byla spojena i s působením německého spisovatele, básníka a dramatika Friedricha Schillera, kterému byl Karel Eugen patronem. Na konci 18. století Stuttgart i přes svůj rozvoj zůstal převážně zemědělským městečkem s 20 000 obyvateli. V roce 1805 byl po bitvě u Slavkova podepsán tzv. Prešpurský mír, kterým Napoleon Bonaparte za pomoc v bojích povýšil Württemberské vévodství na království.

### Království a Německé císařství

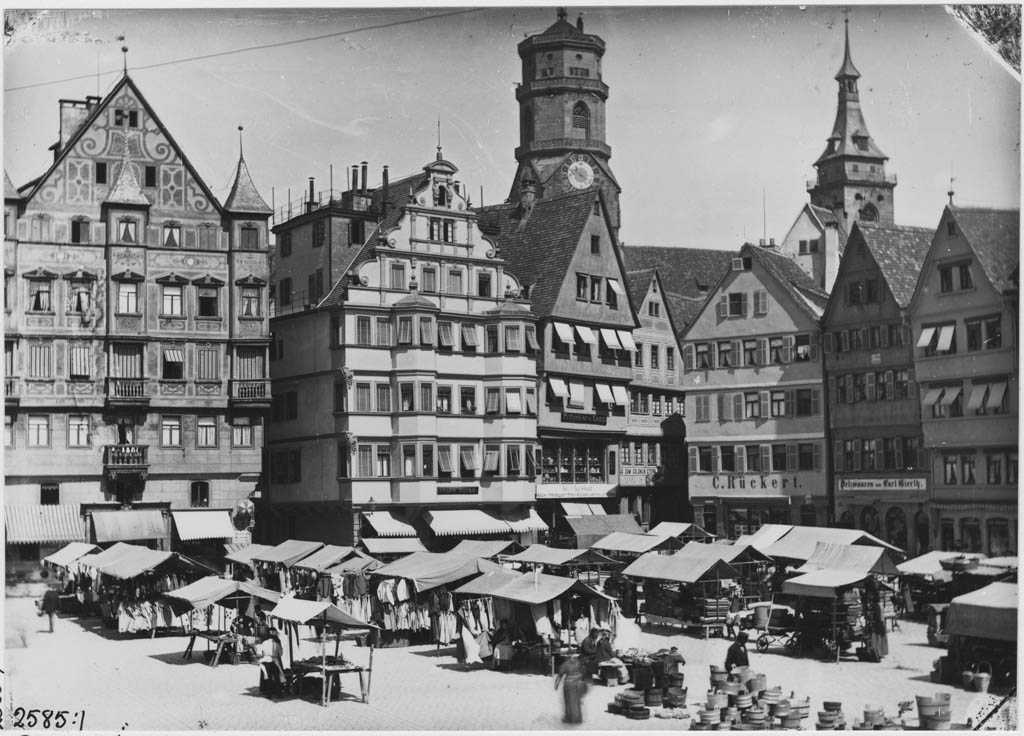
Markplatz v roce 1881

Vilém I. Württemberský byl korunován v 1816 v pořadí druhým králem a započal v další výstavbou města. Za jeho vlády byl postaven například Vilémův palác (německy Wilhelmspalais, dnes součást stuttgartské knihovny), nová nemocnice, státní galerie a univerzita. V roce 1818 zasáhla celou Evropu katastrofální neúroda, kterou se pokusil král se svou manželkou Kateřinou Pavlovnou zmírnit sponzorováním oslav sklizně, a tak vznik jeden z nejstarších pivních festivalů ve střední Evropě tzv. Cannstatter Volksfest.
V roce 1845 byla do Stuttgartu dovedena železnice a ve městě propukla naplno průmyslová revoluce. Díky vznikajícím továrnám se do města začali stěhovat dělníci s rodinami a Stuttgart během krátké chvíle ztrojnásobil počet obyvatel (v 1834 mělo město 35 tisíc obyvatel a v roce 1871 přes 91 tisíc). Město se stalo sídlem průkopníků automobilového průmyslu jako Karl Benz, Gottlieb Daimler, Wilhelm Maybach či Robert Bosch. V roce 1871 došlo ke sjednocení Německa a začlenění království do nově vzniklého Německého císařství. Během první světové války podnikli spojenci dva nálety na město s cílem na místní kasárny. Po porážce Německa ve válce proběhla v roce 1918 ve Stuttgartu tzv. Listopadová revoluce, která svrhla království a zavedla novou republiku. V roce 1920 se na krátkou dobu stal Stuttgart sídlem německé vlády, protože v Berlíně probíhal tzv. Kappův puč.

### Období nacismu

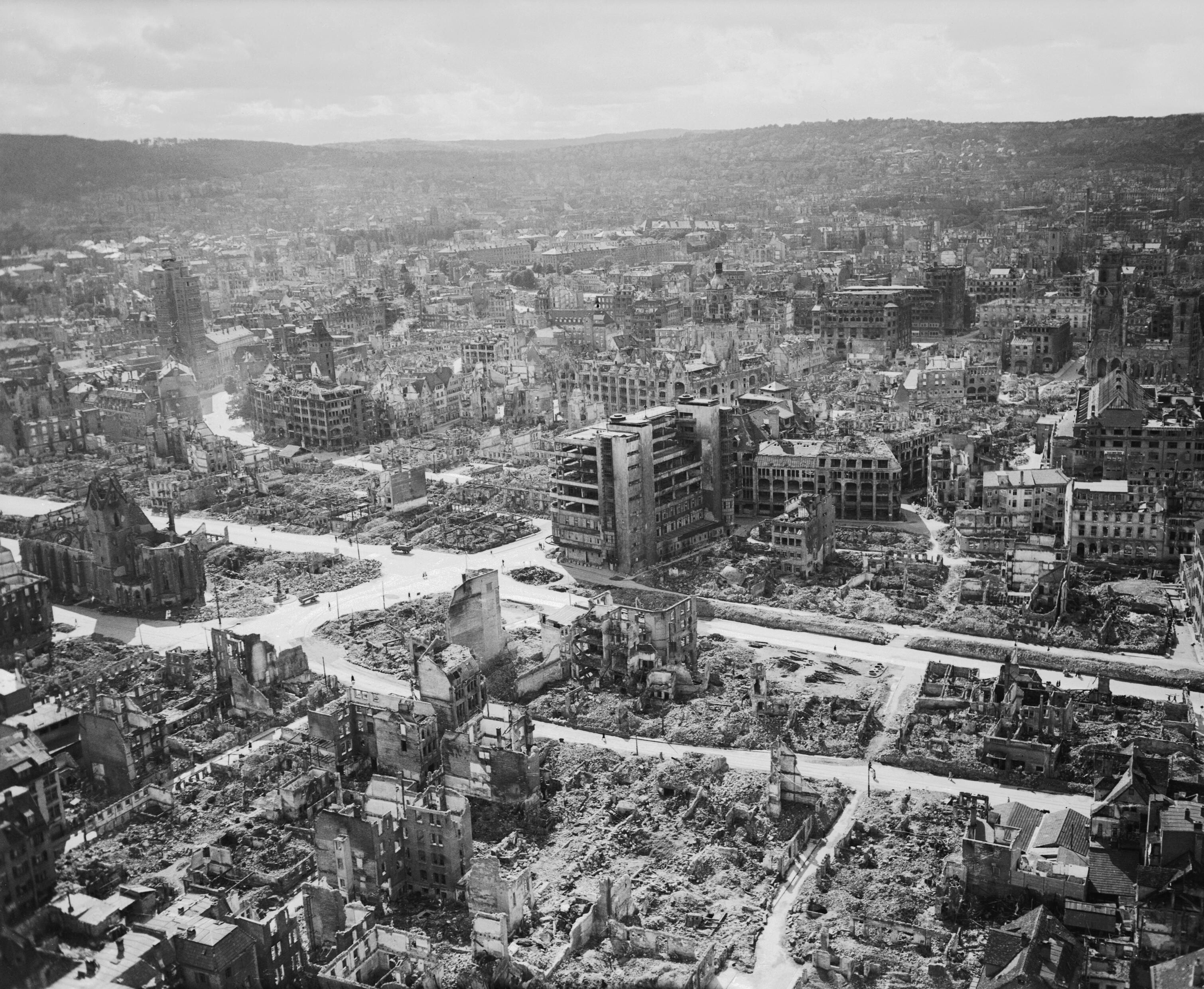
Zdevastované centrum města na konci války

V roce 1933 se chopili moci v Německu nacisté, kteří zcela okleštili politickou moc stuttgartské radnice. Na druhou stranu průmyslu se dále dařilo. V roce 1936 byl v místní továrně podle modelu Ferdinanda Porscheho vytvořen první prototyp známého Volkswagenu Brouka. Během Křišťálové noci v listopadu 1938 byla vypálena místní synagoga a zničen židovský hřbitov. Následující rok začali být všichni židovští obyvatelé Stuttgartu posíláni do koncentračního táboru v Dachau. V roce 1941 vzniklo na místě dnešního parku Killesberg židovské ghetto, odkud Židé putovali kromě Osvětimi i do Terezína. Během druhé světové války bylo město cílem častého bombardování. Ze začátku války se mohlo spolehnout na velice efektivní protiletadlovou obranu, díky které letci RAF považovali denní útok na město za jistou sebevraždu. Situace se obrátila v roce 1943, kdy spousta mužů musela odejít bojovat na Východní frontu. Do konce roku 1944 celé centrum města lehlo popelem. Celkově bylo provedeno na Stuttgart 53 náletů, které srovnaly se zemí téměř 60% budov ve městě. Dne 21. dubna 1945 obsadili město francouzské jednotky. Po válce byl z trosek uměle navýšen kopec Birkenkopf (z původních 470 m n. m. na současných 511 m n. m.), jako památník obyvatelům, kteří při náletech přišli o život.

### Rekonstrukce a období Západního Německa

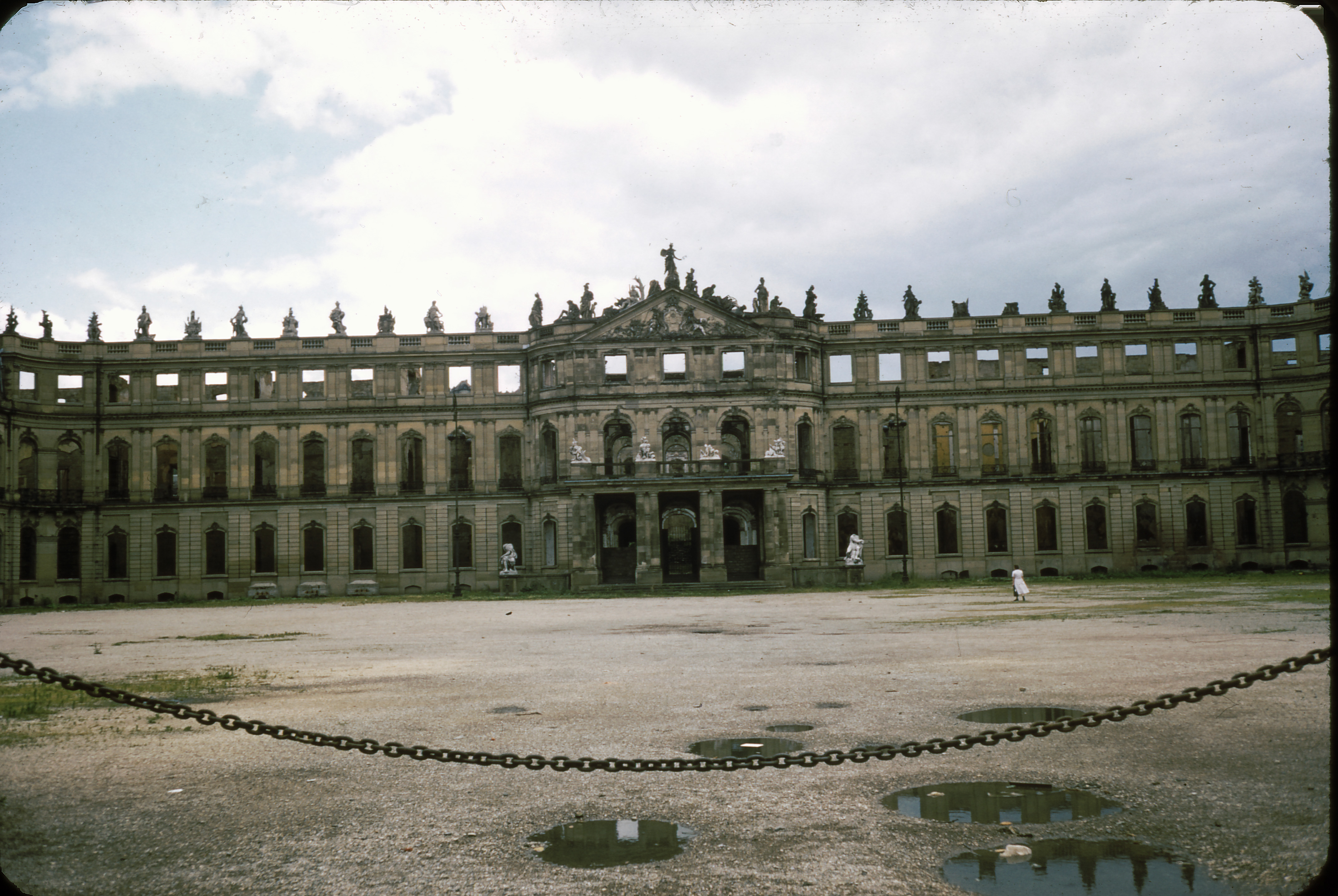
Ruiny Nového zámku v roce 1956

Bývalé Württemberské království bylo po válce rozděleno na dvě části: jižní francouzskou a severní americkou okupační zónu. Stuttgart připadl do zóny americké stal se hlavním městem prozatímní spolkové země Württembersko-Bádensko pod americkou správou. Poválečná léta jsou spojena s obnovou zničeného města a postavou starosty Arnulfa Kletta. Ten prosazoval myšlenku udělat ze Stuttgartu moderní město automobilismu, jehož koncept vycházel z funkcionalistické Athénské charty. Klett nechal pro svůj koncept města odklidit celé čtvrti trosek a zbourat i neponičené předválečné budovy. Velice kontroverzní se z dnešního hlediska jeví demolice původní radnice vystavěné ve stylu vlámské gotiky. Nově postavené budovy již nedostaly předválečný vzhled, ale ve městě začal dominovat funkcionalismus. Během vládního období A. Kletta byla výrazně rozšířena městská doprava a navázána spolupráce s francouzským Štrasburkem. Německo-francouzská spolupráce se vyvíjela do té míry, že v roce 1962 zavítal francouzský prezident Charles de Gaulle do paláce v Ludwigsburgu a v roce 1965 ho následovala britská královna Alžběta II.

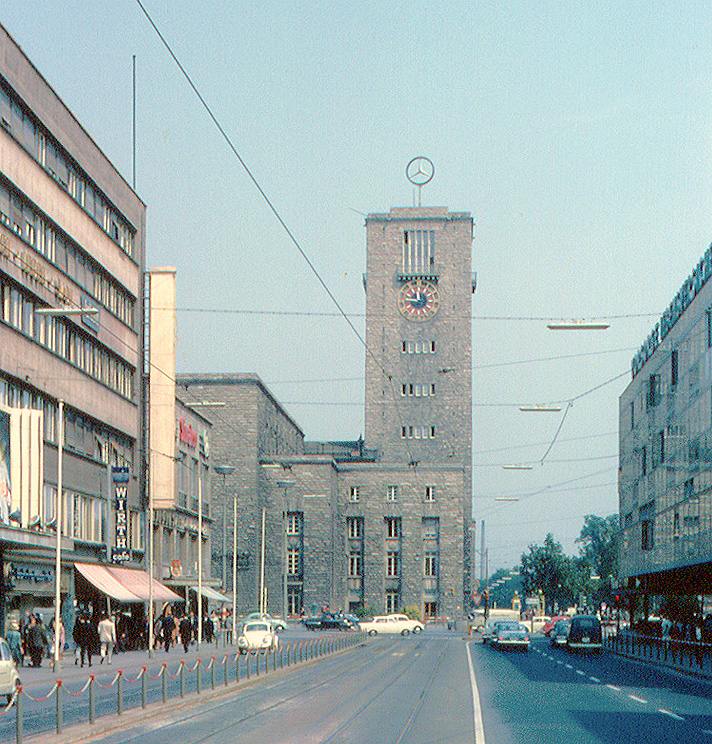
Vlakové nádraží v roce 1965

Při vzniku SRN v roce 1949 se Stuttgart neúspěšně ucházel po boku Frankfurtu, Kasselu a Bonnu o post hlavního města Západního Německa. Moderní spolková země Bádensko-Württembersko byla vytvořena v roce 1952 sloučením americké a francouzské okupační zóny a Stuttgart se stal jejím hlavním městem. Populace města začala narůstat hned po válce díky příchodu vysídlených německých obyvatel z východní Evropy (převážně z Československa, Polska a Východního Pruska). Jako další přišli do místních továren v rámci tzv. Hospodářského zázraku dělníci z jižní Evropy (převážně z Itálie, Portugalska, Řecka, Turecka a Jugoslávie). Těmto ekonomickým migrantům se začalo říkat Gastarbeiteři a mnozí ve Stuttgartu již zůstali. V roce 1962 dosáhl počet obyvatel 640 tisíc.
V 70. letech byl Stuttgart dějištěm jedné z nejkontroverznější události v celé historii Západního Německa. V místním věznici Stammheim byli umístěni členové komunistické teroristické organizace Frakce Rudé armády. Konal se zde soud s předními představiteli této organizace (Ulrike Meinhofová, Andreas Baader, Gudrun Ensslinová, a Jan-Carl Raspe). Rozsudku se ale nikdo z jmenovaných nedočkal. Všichni ve vězení v roce 1977 spáchali sebevraždu. Celá událost vešla do známosti jako Todesnacht von Stammheim (v překladu Noc smrti ve Stammheimu).
V roce 1974 hostil Stuttgart Mistrovství světa ve fotbale, ve kterém domácí tým získal zlaté medaile. Sovětský vůdce Michail Gorbačov navštívil město v roce 1989 při své cestě Západním Německem. V roce 2003 se Stuttgart neúspěšně ucházel o pořádání LOH v roce 2012. Za Německo byl jako kandidát nakonec vybráno Lipsko. Mistrovství světa ve fotbale se pak opět zčásti odehrálo v roce 2006 ve Stuttgartu. Od roku 2010 začal s místní politikou hýbat velký urbanistický projekt Stuttgart 21, který zahrnuje přestavbu celého železničního uzlu v centru města a cena se vyšplhá v přepočtu na 121 miliard korun. Proti plánu se postavilo mnoho odpůrců a na vrcholu měly demonstrace čtvrt miliónu účastníků. Díky protestům padla místní vláda a do čela země se poprvé v historii dostala Strana zelených. Projekt byl následně pozměněn, ale k jeho úplnému zastavení nedošlo.

## Pamětihodnosti

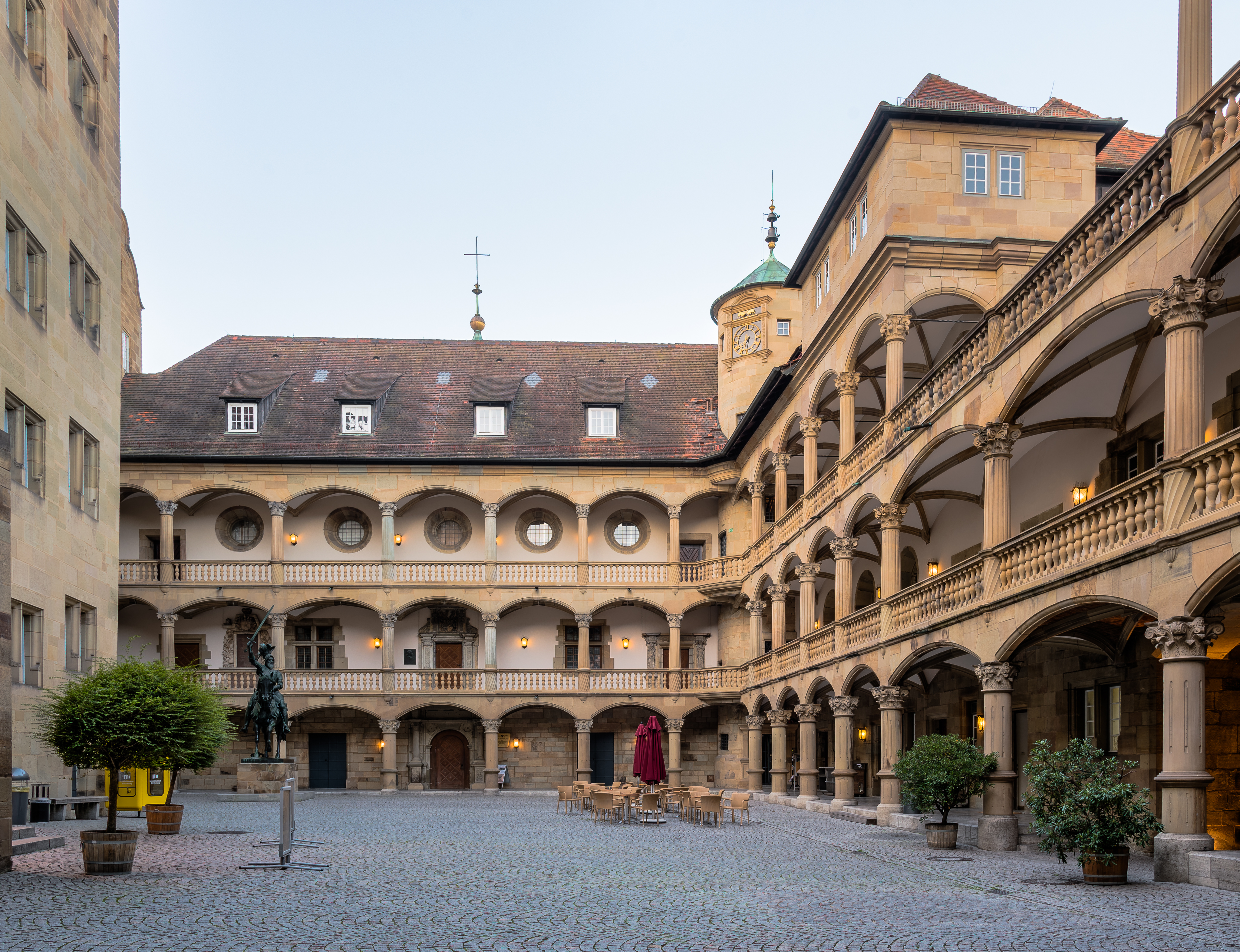
Nádvoří Starého hradu

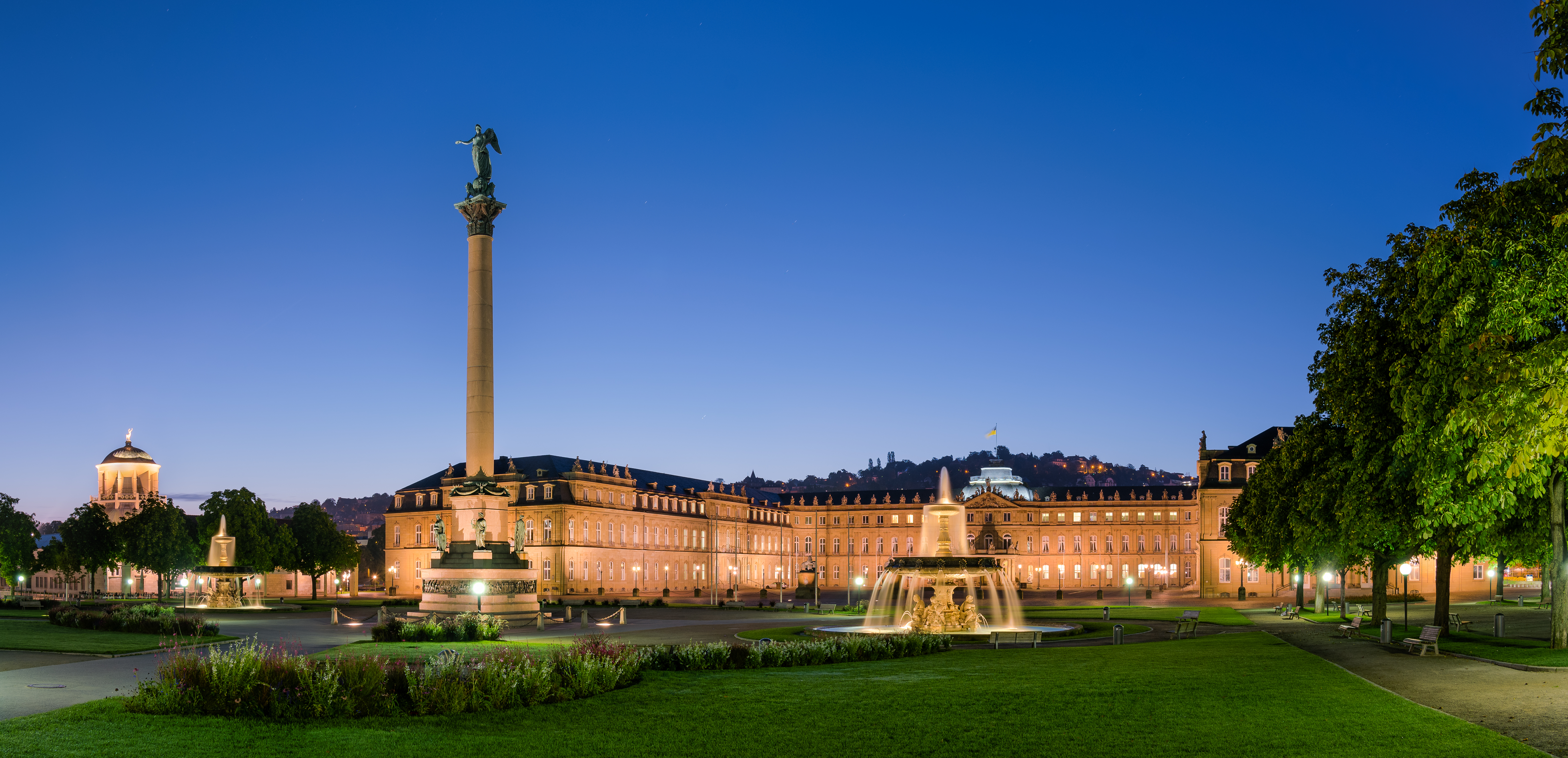
Schlossplatz s Novým zámkem

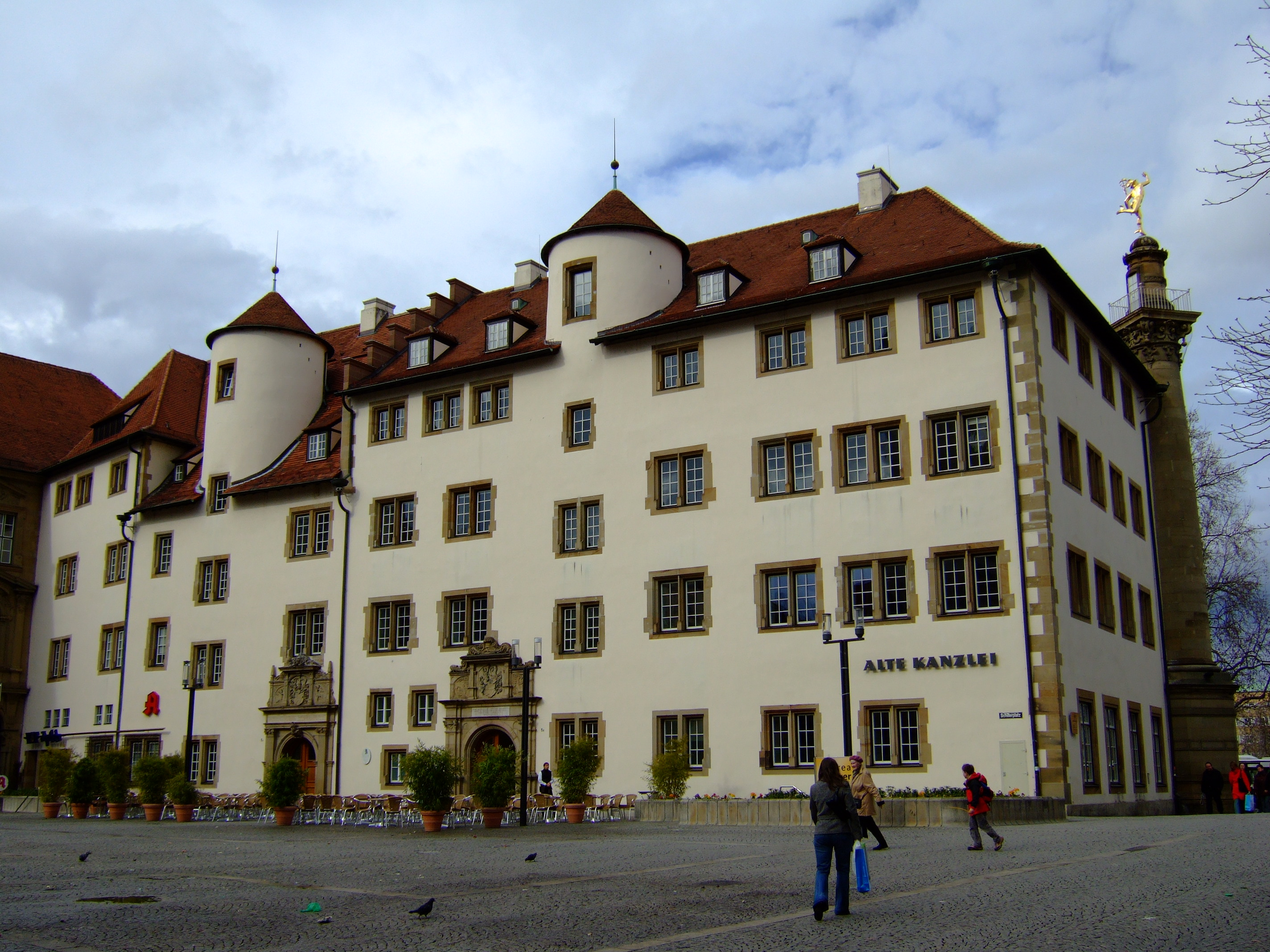
Staré kancléřství

Ačkoliv bylo město během druhé světové války těžce bombardováno, nejvýznamnější památky byly po válce zrekonstruovány. Drtivou většinu jich můžeme najít okolo náměstí Schlossplatz. Dále Stuttgart může nabídnout celou řadu architektonických skvostů i z poválečné architektury převážně v funkcionalistickém slohu. Pro znalce se ve městě nachází památka UNESCO dělnická kolonie Weissenhof z roku 1927.
Mezi zrekonstruované památky v centru města patří:
- Stiftskirche – protestantský kostel v gotickém stylu, zrekonstruovaný po válce
- Altes Schloss (Starý zámek) – renesanční stavba, která slouží jako muzeum
- Alte Kanzelei (Staré kancléřství)
- Neues Schloss (Nový hrad) – barokní palác s modernizovaným interiérem slouží pro účely vlády
- Großes Haus stuttgartského divadla

K příkladům moderní architektury ve městě patří:
- dělnická čtvrť Weissenhof – památka UNESCO od Ludwiga Mies van der Rohe, další jeho dílo je např. vila Tugendhat
- Hauptbahnhof (hlavní vlakové nádraží)
- Rathaus (radnice) – z roku 1956
- Fernsehturm (televizní věž) – první věž na světě postavená z betonu v roce 1956

V blízkosti Stuttgartu jsou z doby krále Viléma I. postaveny paláce a zámky:
- Barokně-rokokový zámeček Solitude
- Barokní palác Ludwigsburg se zahradou
- Zámek Hohenheim
- Württemberské mauzoleum (Grabkapelle auf dem Württemberg) – hrobka Kateřiny Pavlovny a Viléma I. položená mezi vinohrady

## Obyvatelstvo

### Populace a menšiny
Město zdevastované válkou utrpělo i velké ztráty na životech (počet obyvatel klesl z půl miliónu na necelých 300 tisíc). Hned po válce ale začala populace razantně narůstat s příchodem vysídlených německých obyvatel z východní Evropy (převážně z Československa, Polska a Východního Pruska). Se zlepšující se ekonomickou situací nebylo pracovní síly nazbyt a do místních továren začali přicházet dělníci z jižní Evropy (převážně z Itálie, Portugalska, Řecka a Turecka). Počet obyvatel pak od roku 1960 (637 539 obyvatel) do roku 2000 (586 978 obyvatel) měl klesající tendenci. V 90. letech během občanské války v Jugoslávii emigrovalo před etnickými čistkami ve své domovině do Stuttgartu mnoho Chorvatů a Bosňáků. V novém tisíciletí nabídka zaměstnání a lepšího vzdělávání na místních školách trend v úbytku obyvatelstva obrátila. Velkou skupinou, která se přistěhovává do Stuttgartu za prací, tvoří mladí Němci narození v bývalém Východním Německu. Jako i v dalších velkých německých městech i ve Stuttgartu jsou umístěni uprchlíci ze Sýrie. Dnes jsou největší národnostní menšinou Turci. Pokud by se ale sečetl počet imigrantů z bývalé Jugoslávie (Chorvati, Srbové, Bosňáci a Kosovští Albánci), převýšil by i počet Turků.

### Náboženství
Vývoj místního křesťanství byl silně ovlivněn reformací, a tak od poloviny 16. století byl Stuttgart a potažmo celé Württembersko z velké většiny protestantské. Od 18. století a nejvýrazněji po druhé světové válce se poměr mezi katolíky a protestanty začal vyrovnávat. V roce 2015 se k protestantství přihlásilo 25,3 % obyvatel Stuttgartu a 23,6 % tvořili katolíci (zbytek tvořili nevěřící a další náboženství). Protestantská církev je zastřešena Protestantsko-luteránskou církví Württemberska a jejím nejvýznamnějším stánkem je Stiftskirche v centru města. Katolická církev je reprezentována diecézí Rottenburg-Stuttgart, která sídlí v Rottenburgu, 50 km jihozápadně od Stuttgartu.
Židé v letech 1498 - 1805 nesměli ve městě pracovat ani permanentně bydlet, takže se židovská komunita nemohla nijak rozvíjet a nebyla tedy ve městě nijak silná. S nástupem nacismu většina Židů emigrovala, ale okolo 1 200 z celkové komunity 4 500 (číslo z roku 1933) jich našlo smrt v koncentračních táborech. Po válce vznikla ve městě v roce 1952 jedna z prvních synagog v Západním Německu. S příchodem imigrantů z východní Evropy se komunita začala opět rozrůstat a čítá okolo 4 000 členů.
Muslimská komunita vznikla ve městě po válce s příchodem gastarbeiterů hlavně z Turecka a v 90. let uprchlíků během občanské války v Jugoslávii (převážně z Bosny). Tvoří ji cca 65 000 obyvatel města, kterým je k dispozici na 21 mešit.

## Místní politika

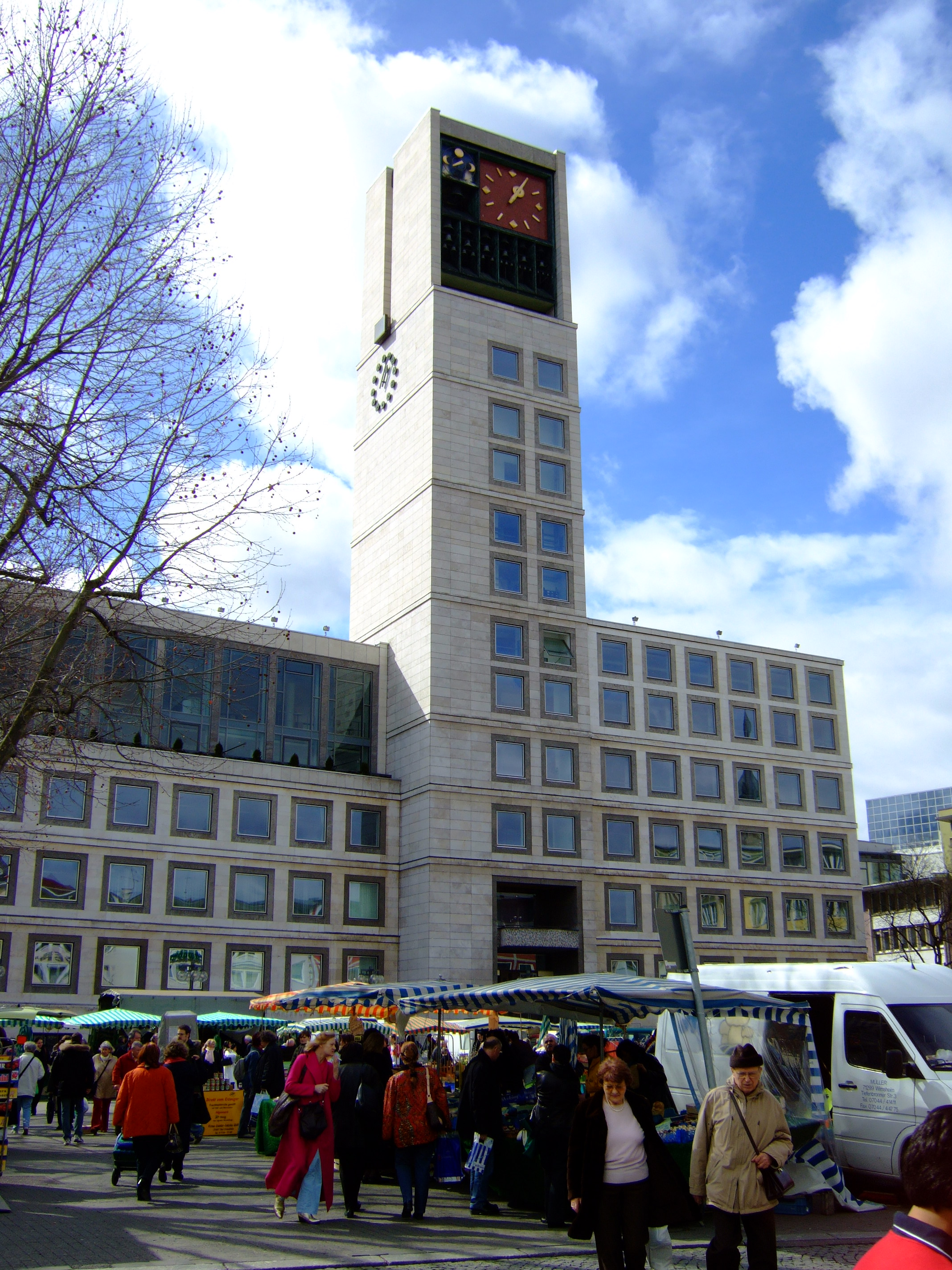
Stuttgartská radnice

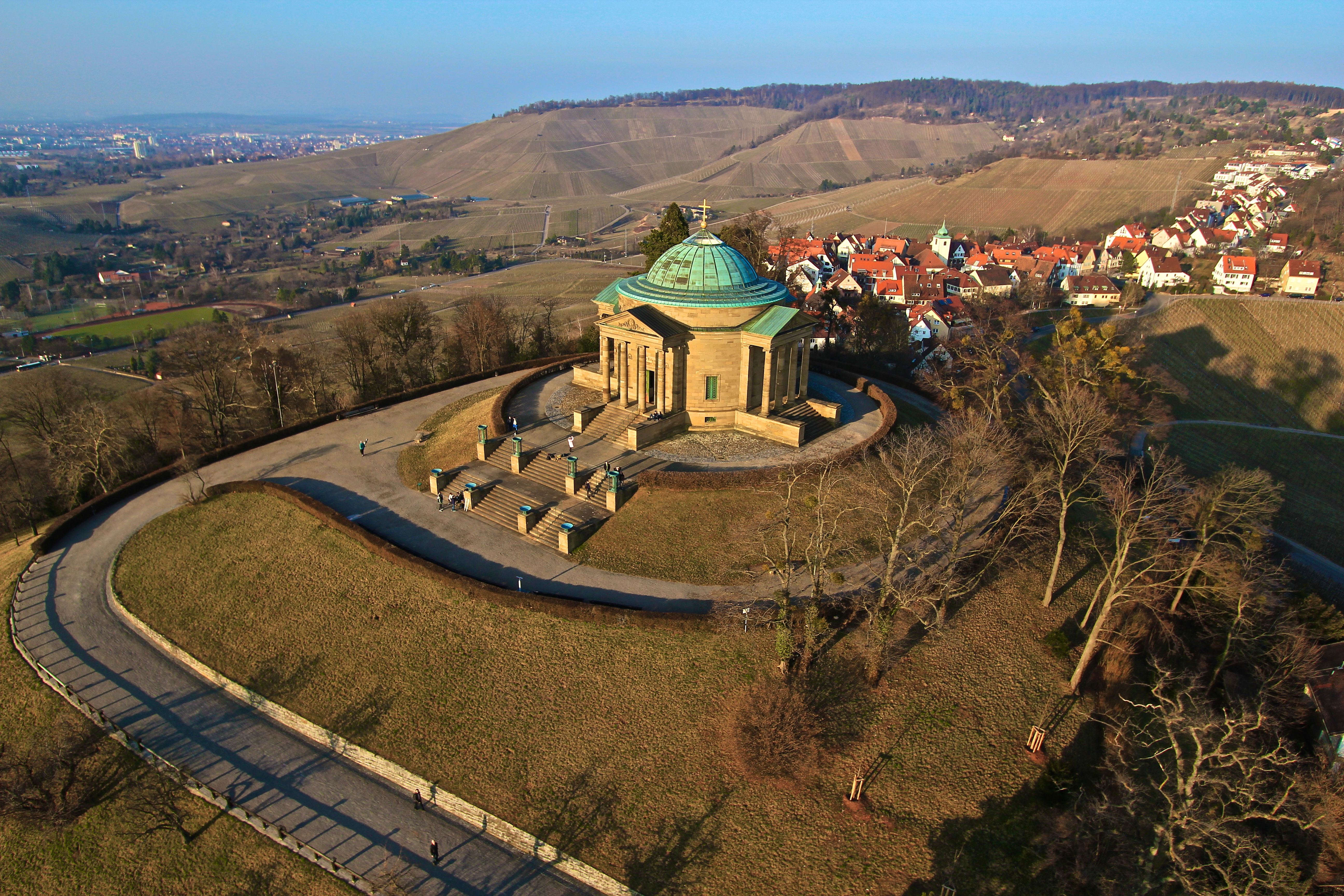
Württemberské mauzoleum v městské části Untertürkheim

Mezi nejvýznamnější politiky poválečného Stuttgartu se bez pochyby řadí dlouholetý starosta Arnulf Klett. Zastával funkci starosty města od roku 1946 až do své smrti v roce 1974. Poválečná léta byla z politického hlediska léty sociálních demokratů. Od roku 1946 se jim podařilo vyhrát volby do městské rady desetkrát za sebou. Zlom nastal až v roce 1975, kdy se ovládli místní volby křesťanští demokraté. Ti vyhrávali místní volby až do roku 2009, kdy byli vystřídáni stranou Zelených. Jednalo se o úplně první úspěch Zelených ve městě s více než 50 tisíci obyvateli, ke kterému Zeleným pomohl jejich odpor k projektu Stuttgart 21. V roce 2014 se volební úspěch přiklonil opět na stranu křesťanským demokratům.

### Administrativní členění
Město Stuttgart je rozděleno do 23 městských obvodů, které se dělí na vnitřní a vnější. Vnitřních obvodů je pět a vnějších osmnáct. Každý obvod má svou volenou radu (Bezirksbeirat) a tzv. Bezirksvorsteher, což je obdoba českého starosty. V závorkách jsou uvedeny počty obyvatel v jednotlivých obvodech v tisících.
- vnitřní obvody: Stuttgart - Centrum (21,2), Stuttgart - Sever (24,7), Stuttgart - Východ (45,8), Stuttgart - Jih (42,5), Stuttgart - Západ (49,6)
- vnější obvody: Bad Cannstatt (66,1), Birkach (6,5), Botnang (12,7), Degerloch (16,1), Feuerbach (27,4), Hedelfingen (9,1), Möhringen (29,5), Mühlhausen (25,2), Münster (6,3), Obertürkheim (8,1), Plieningen (12,5), Sillenbuch (23,2), Stammheim (11,7), Untertürkheim (15,9), Vaihingen (43,5), Wangen (8,5), Weilimdorf (30,7), Zuffenhausen (35,6)

## Doprava
Stuttgart bylo první město, kde jezdilo taxi, šlo o vůz Daimler Victoria z roku 1897.
Stuttgart je důležitým dopravním uzlem. Na zdejší hlavní nádraží zajíždějí linky ICE (Intercity-Express), je zde tramvajová doprava a také příměstské vlaky S-Bahn.

## Školství
První vysoká škola byla založena roku 1770 jak Hohe Karlsschule, založil ji Karl Eugen, kníže württemberský a sídlila na jeho zámku Solitudo, od roku 1781 měla statut univerzity a její tradice (přerušená pouze válečnými lety) trvá dosud. Univerzita má v současnosti 10 fakult a 150 institutů..

## Sport

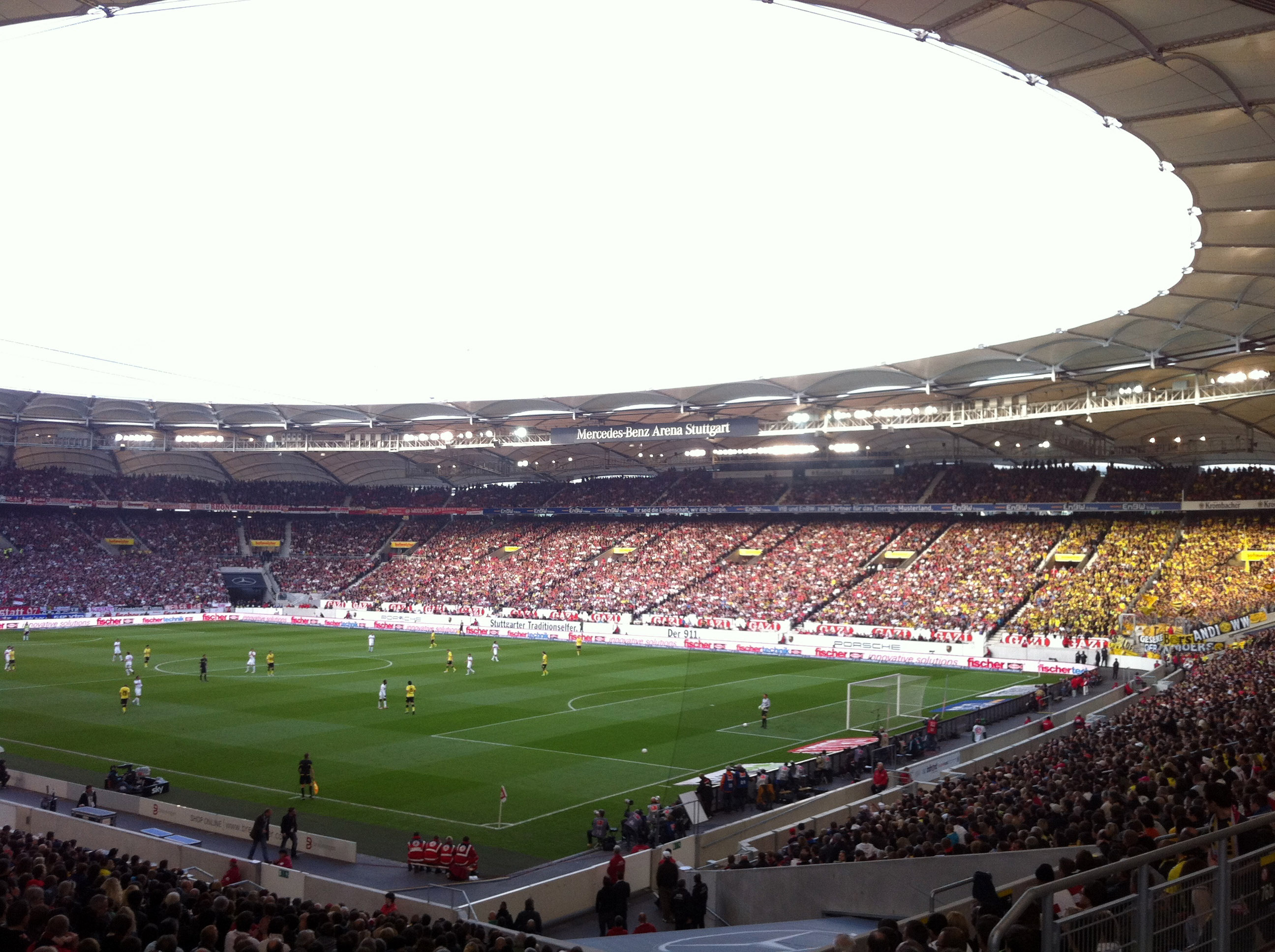
MHPArena v roce 2011

Jako ve zbytku Německa i ve Stuttgartu je nejvýznamnějším sportem fotbal. Místní klub VfB Stuttgart je pětinásobným mistrem německé Bundesligy. Poslední titul získal v sezóně 2006/2007. VfB hraje své domácí zápasy v MHP-Aréně s kapacitou 60 441 diváků. Aréna se nachází v městské části Bad Cannstatt a je častým dějištěm kvalifikačních zápasů německé reprezentace. Druhým nejvýznamnějším fotbalovým klubem je Stuttgarter Kickers.
Druhým nejvýznamnějším sportem ve městě je házená. Tým TV Bittenfeld hrající svá domácí utkání v Scharreně ve Stuttgartu se pro vybraná utkání stěhuje do větší Porsche Arény, v níž se mimo jiné pořádalo Mistrovství světa v házené mužů 2007 a Mistrovství Evropy ve stolním tenise v roce 2009. Každý rok se v ní hraje tenisový turnaj Porsche Tennis Grand Prix.
Stuttgartský hokej zastupuje tým Stuttgart Rebels EC hrající Landesligu (německá 4. liga) ve stuttgartské části Degerloch.

## Osobnosti
- Georg Wilhelm Friedrich Hegel (1770–1831), filozof, představitel německého idealismu
- Wilhelm Hauff (1802–1827), romantický spisovatel, básník, autor dětské literatury a sběratel pohádek
- Willi Baumeister (1889–1955), malíř, scénický výtvarník, typograf a pedagog
- Max Horkheimer (1895–1973), filozof
- Gerda Taro (1910–1937), válečná fotografka a fotoreportérka
- Žofie Chotková (1868–1914), manželka Františka Ferdinanda d'Este
- Richard von Weizsäcker (1920–2015), prezident Spolkové republiky Německo v letech 1984–1994
- Helmuth Rilling (* 1933), chrámový hudebník, dirigent a sbormistr a hudební pedagog
- Wolfgang Dauner (1935–2020), jazzový klavírista
- Roland Emmerich (* 1955), filmový režisér, scenárista a producent
- Jürgen Klopp (* 1967), fotbalista a fotbalový trenér
- Nina Hossová (* 1975), herečka
- Markus Winkelhock (* 1980), bývalý pilot Formule 1
- Simon Greul (* 1981), bývalý německý profesionální tenista
- Sami Khedira (* 1987),  německý fotbalový záložník a reprezentant
- Patrick Hager (* 1988), profesionální německý hokejový útočník a stříbrný medailista ze ZOH 2018
- Pia Wurtzbachová (* 1989), filipínská modelka a herečka, Miss Universe 2015
- Bernard Tomic (* 1992), australský profesionální tenista
- Timo Werner (* 1996), německý profesionální fotbalista

## Partnerská města
- St Helens, Anglie, od roku 1948
- Cardiff, Wales, 1955
- St. Louis, Missouri, USA, 1960
- Štrasburk, Francie, 1962
- Bombaj, Indie, 1968
- Menzel Bourguiba, Tunisko, 1971
- Káhira, Egypt, 1979
- Lodž, Polsko, 1988
- Brno, Česko, 1989
- Samara, Rusko, 1992